# Målselv
Målselv (samisch Málatvuomi) ist eine Kommune in Nordnorwegen in der Provinz (Fylke) Troms. Sie ist einer der bedeutendsten Stützpunkte der norwegischen Streitkräfte.
Die Gemeinde umfasst das Gebiet um den Malangsfjord und dessen Hinterland bis hin zur schwedischen Grenze mit dem fruchtbaren Gebirgstal des namensgebenden Flusses Målselva.
Målselv ist eine Gründung von Siedlern aus Südnorwegen. Der Ort Østerdalen wurde von ihnen 1796 gegründet.
Verwaltungssitz ist das Dorf Moen. Im Süden des Gemeindegebiets liegt der Bereich Bardufoss; dort liegen die Orte Andselv und Heggelia und der Flughafen Bardufoss, Standorte norwegischer Heeres- und Luftwaffeneinheiten. Heggelia war bis zu deren Auflösung im Jahre 2009 Hauptquartier der 6. Heeresdivision. Der See Andsvatnet westlich von Bardufoss liefert das Trinkwasser für den Großteil der Gemeinde, einschließlich der Heeres- und Luftwaffen-Garnisonen in Bardufoss.
Der Ort Olsborg ist Redaktionssitz der Lokalzeitung Nye Troms, deren Verbreitungsgebiet auch die Gemeinden Bardu und Balsfjord einschließt.
Im Hinterland liegen die Orte Rundhaug, Øverbygd, Skjold und Holt. Auch Skjold ist ein Heeresstandort; hier ist eine Infanterieeinheit ansässig. Zur schwedischen Grenze hin liegt der Nationalpark Øvre Dividalen (740 km²).

## Söhne und Töchter der Gemeinde
- Aase Nordmo Løvberg (1923–2013), Opernsängerin (Sopran)
- Sverre Stenersen (1926–2005), Skisportler
- William Engseth (* 1933), Politiker
- Odd Brandsegg (* 1948), schwedischer Skispringer
- Geir Pollen (* 1953), Dichter, Schriftsteller und Übersetzer